# Isagoras paulensis
Isagoras paulensis är en insektsart som beskrevs av Salvador de Toledo Piza Júnior 1944. Isagoras paulensis ingår i släktet Isagoras och familjen Pseudophasmatidae. Inga underarter finns listade i Catalogue of Life.